# Хаилино
Хаи́лино — село в Олюторском районе Камчатского края России. Образует сельское поселение Село Хаилино. До 1 июля 2007 года находилось в составе Корякского автономного округа Камчатской области.

## География
Село расположено в междуречье рек Вывенки на западе, Тылъоваяма (Тылги), левого притока Вывенки, на юге и Куюла, правого притока Тылъоваяма, на востоке. Хаилино расположено на правом берегу реки Тылъоваяма, в нескольких километрах от его устья. На востоке села расположены высокие (218 м) холмы, на севере — озеро Большое Кривое. Примерно в 15 км к северо-востоку от села находится озеро Нгэюгытгын.

## История
Село возникло в 1932 году при оленеводческом совхозе. По одной из версий, названо от корякского «хайильин» – короткая шея. В Советское время в селе были оленеводческий совхоз, аэропорт, 8-летняя школа-интернат, клуб и другие объекты соцкультбыта. Связь с внешним миром осуществлялась по воздуху (самолётами АН-2 и различными вертолётами) и по дороге-зимнику.
21 апреля 2006 года Хаилино пострадало от Олюторского землетрясения. Поселение восстановлено.

## Сельское поселение
Статус и границы сельского поселения установлены Законом Корякского автономного округа от 2 декабря 2004 года № 365-ОЗ «О наделении статусом и определении административных центров муниципальных образований Корякского автономного округа».

## Население
| 2002 | 2010 | 2012 | 2013 | 2014 | 2015 | 2016 |
| ---- | ---- | ---- | ---- | ---- | ---- | ---- |
| 811  | ↘804 | ↘749 | ↘728 | ↘702 | ↘693 | ↘681 |
| 2017 | 2018 | 2019 | 2020 | 2021 |      |      |
| ↘659 | ↘652 | ↘645 | ↘632 | ↘504 |      |      |

## Фото
- Праздник оленеводов в Хаилино (недоступная ссылка — история).
- Оленеводы Хаилина
- Зимняя дорога Тиличики - Хаилино